# BCCIP
BCCIP (англ. BRCA2 and CDKN1A interacting protein) – білок, який кодується однойменним геном, розташованим у людей на короткому плечі 10-ї хромосоми. Довжина поліпептидного ланцюга білка становить 314 амінокислот, а молекулярна маса — 35 979.
| 10         |  | 20         |  | 30         |  | 40         |  | 50         |
| ---------- |  | ---------- |  | ---------- |  | ---------- |  | ---------- |
| MASRSKRRAV |  | ESGVPQPPDP |  | PVQRDEEEEK |  | EVENEDEDDD |  | DSDKEKDEED |
| EVIDEEVNIE |  | FEAYSLSDND |  | YDGIKKLLQQ |  | LFLKAPVNTA |  | ELTDLLIQQN |
| HIGSVIKQTD |  | VSEDSNDDMD |  | EDEVFGFISL |  | LNLTERKGTQ |  | CVEQIQELVL |
| RFCEKNCEKS |  | MVEQLDKFLN |  | DTTKPVGLLL |  | SERFINVPPQ |  | IALPMYQQLQ |
| KELAGAHRTN |  | KPCGKCYFYL |  | LISKTFVEAG |  | KNNSKKKPSN |  | KKKAALMFAN |
| AEEEFFYEKA |  | ILKFNYSVQE |  | ESDTCLGGKW |  | SFDDVPMTPL |  | RTVMLIPGDK |
| MNEIMDKLKE |  | YLSV       |  |            |  |            |  |            |

A: Аланін

C: Цистеїн

D: Аспарагінова кислота

E: Глутамінова кислота

F: Фенілаланін

G: Гліцин

H: Гістидин

I: Ізолейцин

K: Лізин

L: Лейцин

M: Метіонін

N: Аспарагін

P: Пролін

Q: Глутамін

R: Аргінін

S: Серин

T: Треонін

V: Валін

W: Триптофан

Кодований геном білок за функцією належить до фосфопротеїнів. 
Задіяний у таких біологічних процесах, як клітинний цикл, пошкодження ДНК, репарація ДНК, альтернативний сплайсинг. 
Локалізований у цитоплазмі, цитоскелеті, ядрі.